# Алафузо, Михаил Иванович
Михаил Иванович Алафузо (31 декабря 1891 — 13 июля 1937) — советский военачальник, комкор (20 ноября 1935).

## Биография
Из семьи морского офицера. По национальности русский. В 1910 году окончил Николаевское реальное училище. В 1911 году зачислен в Русскую императорскую армию. Окончил Одесское военное училище в 1913 году.
Участник Первой мировой войны, службу проходил в 50-м Белостокском пехотном полку, на начало 1916 года имел чин подпоручика. С апреля 1916 года — старший адъютант штаба 62-й пехотной дивизии, с октября 1916 — старший адъютант штаба 38-го армейского корпуса, с июня 1917 — штаб-офицер для поручений при штабе 38-го армейского корпуса. К 1917 году дослужился до чина капитана. Сблизившись с большевиками, в октябре 1917 года был военным консультантом Петроградского Военно-революционного комитета. (10.1917-02.1918); Должности в РККА:  (02.1918-03.1918);
В начале 1918 года был мобилизован в Красную Армию, с февраля по март 1918 года — начальник оперативного управления штаба группы войск Дновско-Прохоровского направления. Пытался организовать оборону перед наступавшими германскими войсками. С марта по июль 1918 года учился на младшем курсе Академии Генерального штаба.
Участник Гражданской войны. На вопрос, о том, как он может работать честно у красных, он ответил:
Не скрою, я сочувствую белым, но никогда не пойду на подлость. Я не хочу вмешиваться в политику. У нас в штабе поработал совсем немного, а уже чувствую, что становлюсь патриотом армии... Я честный офицер русской армии и верен своему слову, а тем более — клятве… Не изменю. Задача офицера, как сказано в наших уставах, защищать родину от врагов внешних и внутренних. И этот долг, если я поступил к вам на службу, я выполню честно.
Воевал на Восточном фронте. Начальник оперативного управления Северо-Урало-Сибирского фронта (28.VII.— 30.VIII.18 г.), начальник штаба 3 армии (30.VIII.18 г.—1.19 г. и 2.V— 5.XII.20 г.), в августе-октябре 1918 года командующий этой армией.
Член комиссии по учету и организации вооруженных сил Республики (1.19 г.—IV.20 г.), помощник начальника штаба Юго-Западного фронта (6—28.XII.20 г.), с 28 декабря 1920 года помощник начальника штаба Киевского военного округа. С 4 марта 1921 — начальник штаба Московского военного округа. С апреля 1924 — начальник штаба Северо-Кавказского военного округа. С февраля 1927 — начальник штаба Краснознамённой Кавказской армии. С декабря 1935 — заместитель начальника 4-го организационного отдела Штаба РККА. С мая 1936 — начальник кафедры организации и мобилизации Академии Генерального штаба РККА.
Арестован 15 апреля 1937 по обвинению в шпионаже, вредительстве и участии в контрреволюционной террористической организации. В показаниях арестованного 22 мая маршала Тухачевского от 1 июня был  обвинен в передаче сведений немецкой разведке.
Попал в так называемые «сталинские списки» — подготовленные органами НКВД списки лиц, подлежащих суду Военной Коллегии Верховного Суда СССР. В списке был отнесен к 1-й категории, что санкционировало применение высшей меры наказания — расстрела. Список от 10 июля 1937 года, содержащий имя М. И. Алафузо, был завизирован лично Сталиным и Молотовым.
13 июля 1937 года Военной коллегией Верховного суда СССР приговорён к высшей мере наказания — расстрелу. В этот же день приговор приведён в исполнение. Прах захоронен на Донском кладбище.
Реабилитирован 22.11.1960 определением Военной коллегии Верховного Суда СССР.

## Воинские чины и звания
- Подпоручик — 06.08.1913
- Поручик — 24.08.1915
- Штабс-капитан — 1917
- Комкор — 20.11.1935[8]

## Награды
- Орден Красного Знамени (20.02.1928[9])
- Орден Трудового Красного Знамени ЗСФСР (1932)
- Орден Св. Владимира 4-й степени с мечами и бантом (27.08.1915)[источник не указан 2185 дней]
- Орден Св. Анны 4-й степени с надписью "За храбрость" (3.01.1916)[источник не указан 2185 дней]
- Орден Св. Станислава 3-й степени с мечами и бантом (4.01.1916)[источник не указан 2185 дней]
- Орден Св. Анны 3-й степени (23.05.1917)[источник не указан 2185 дней]